# آراتسی وانک
آراتسی وانک (ارمنی: Արատեսի վանք؛ انگلیسی: Kloster Arates) یک صومعه متعلق به کلیسای حواری ارمنی واقع در ساحل رود یقه‌گیس، استان وایوتس‌جور ارمنستان می‌باشد. ساخت و ساز این ساختمان در سده ۱۳ام میلادی؛ به پایان رسید. این بنا به سبک معماری ارمنی طراحی شده است.

## نگارخانه

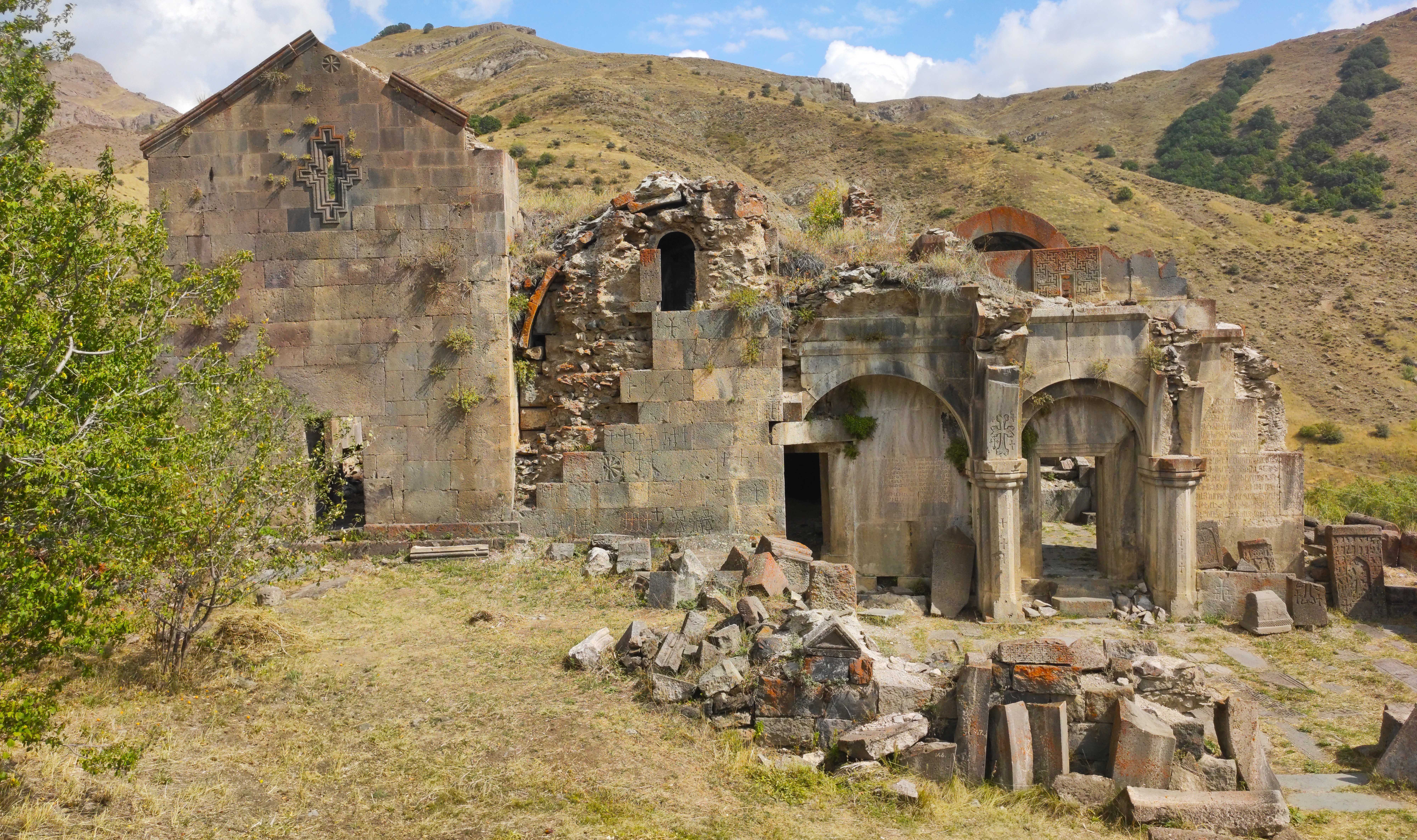
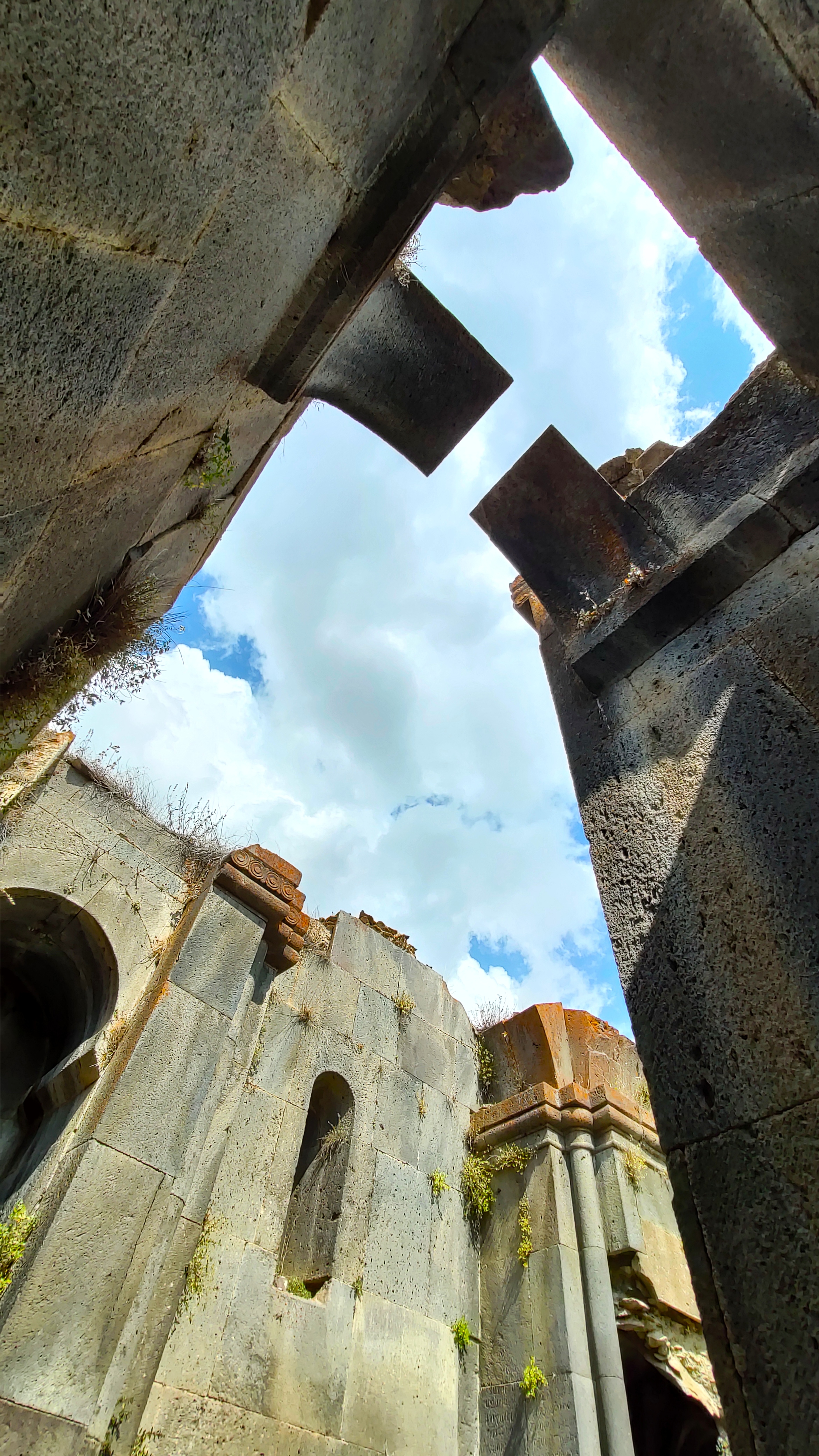
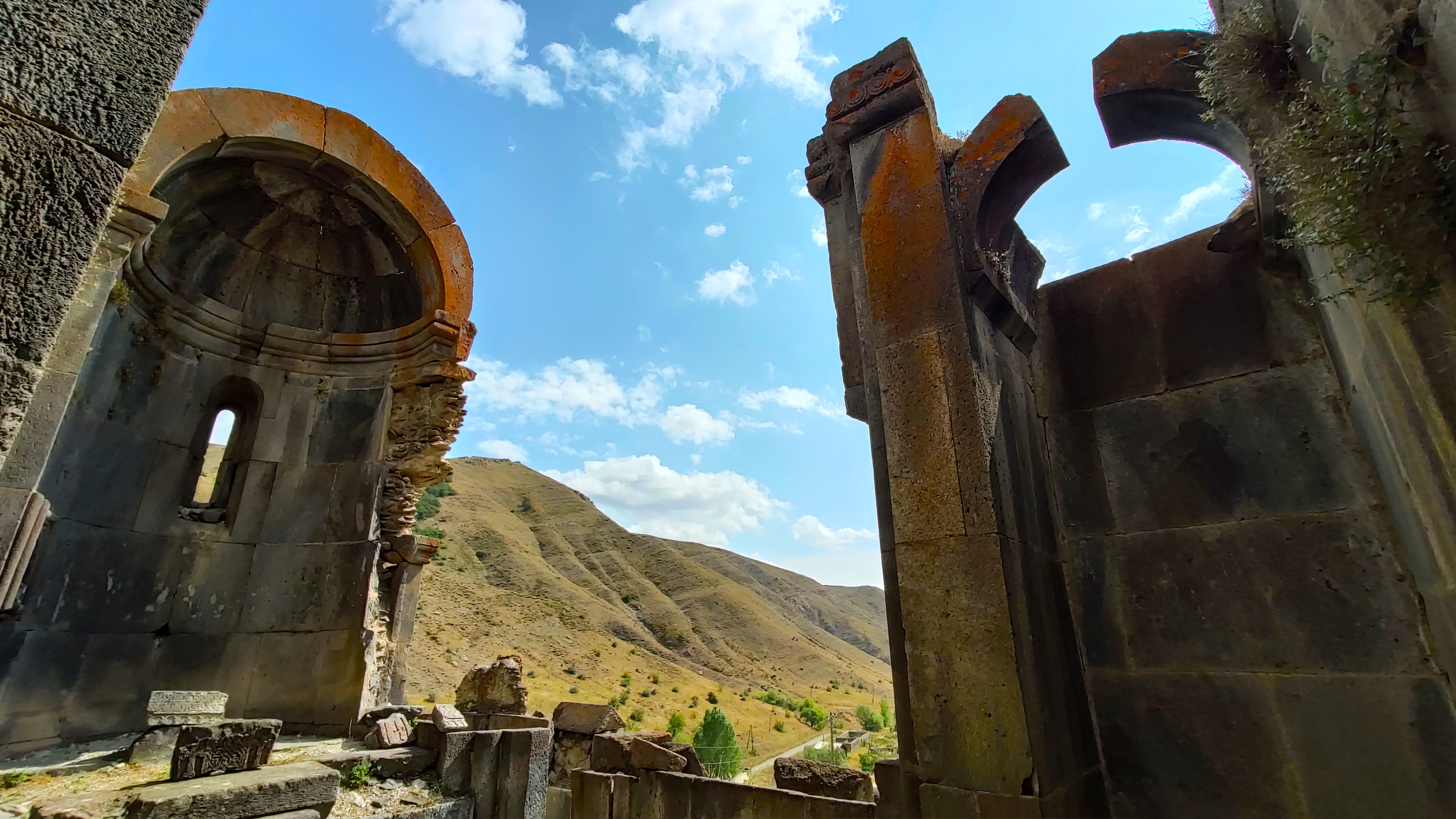
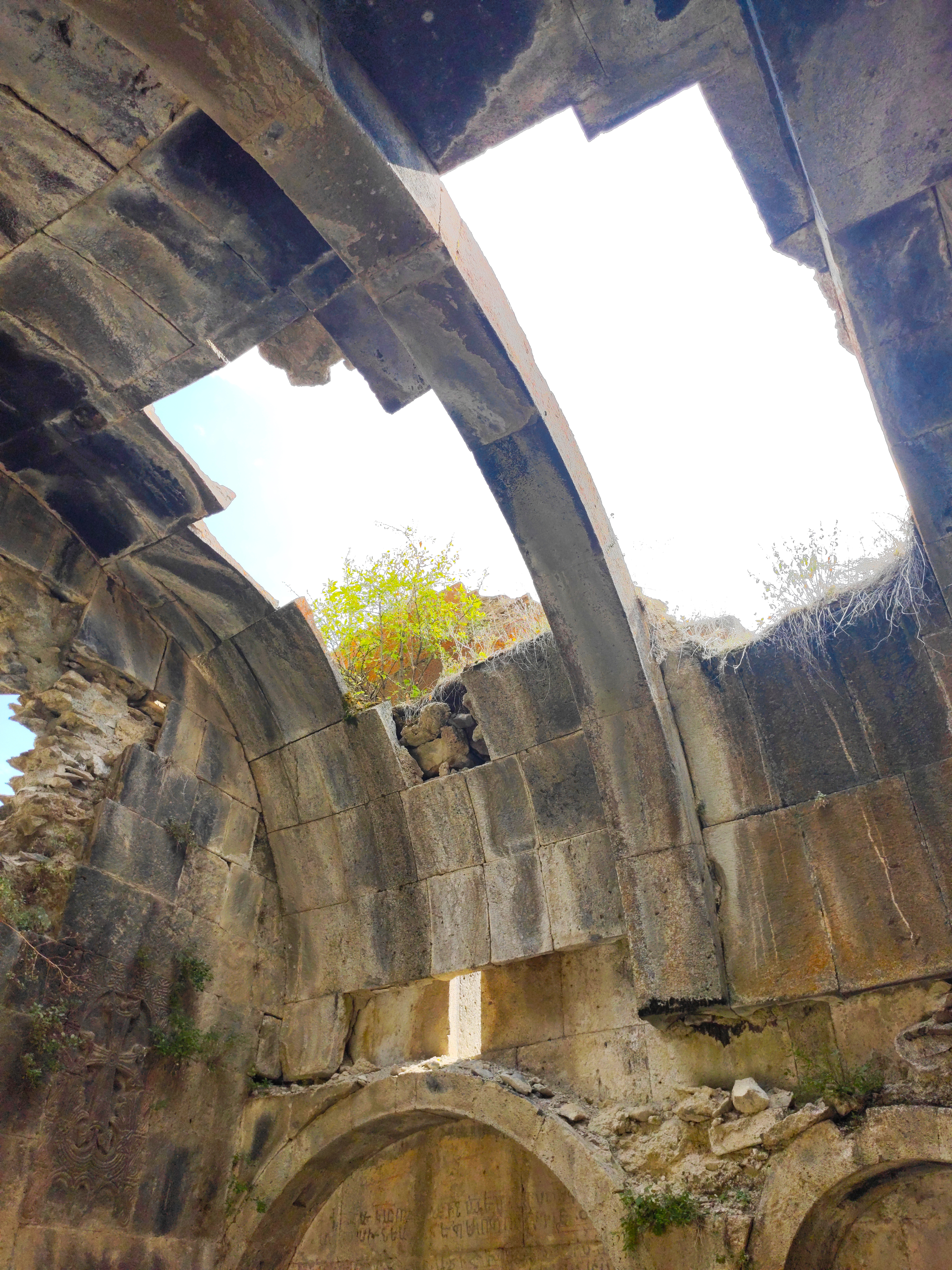
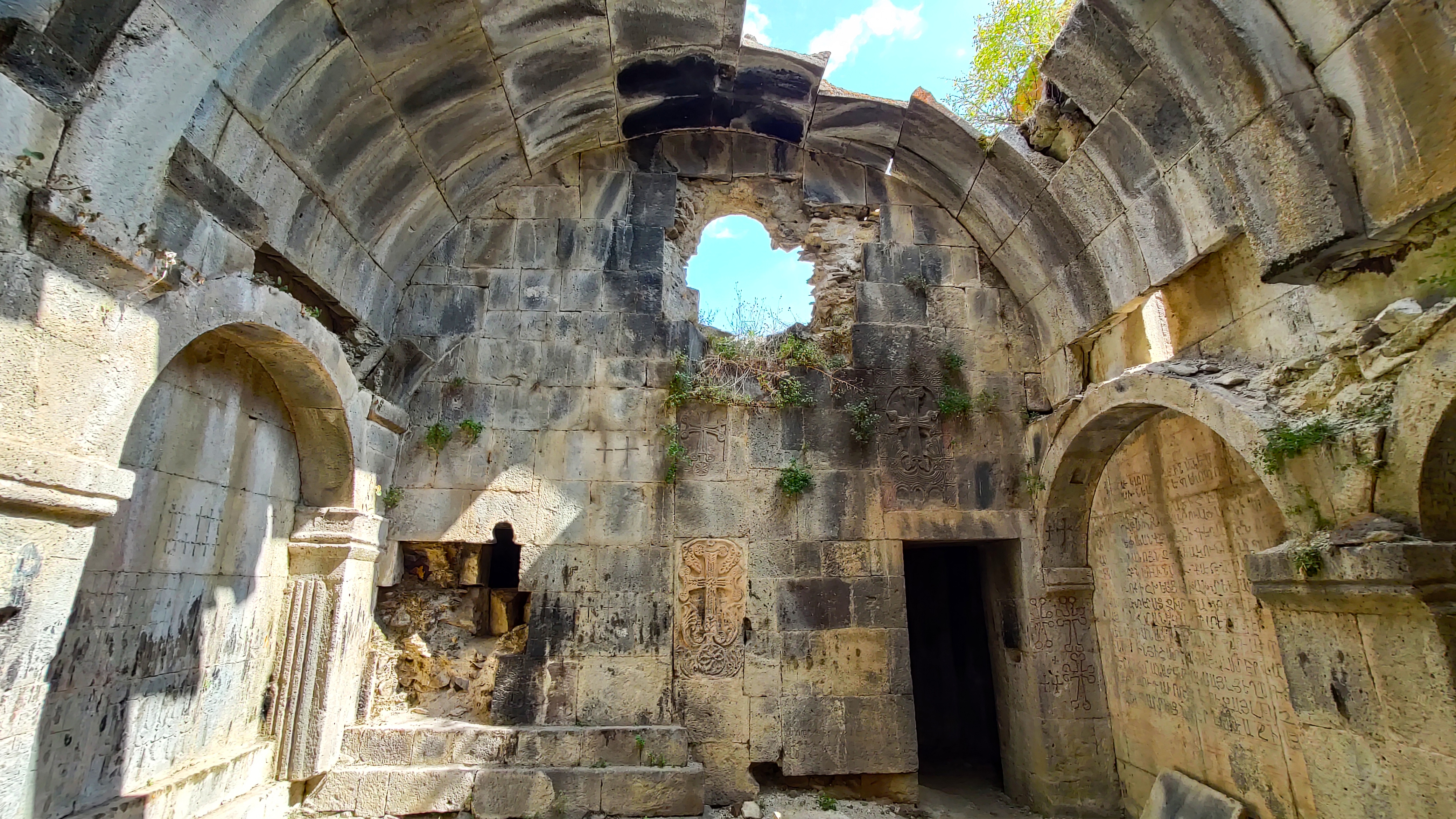
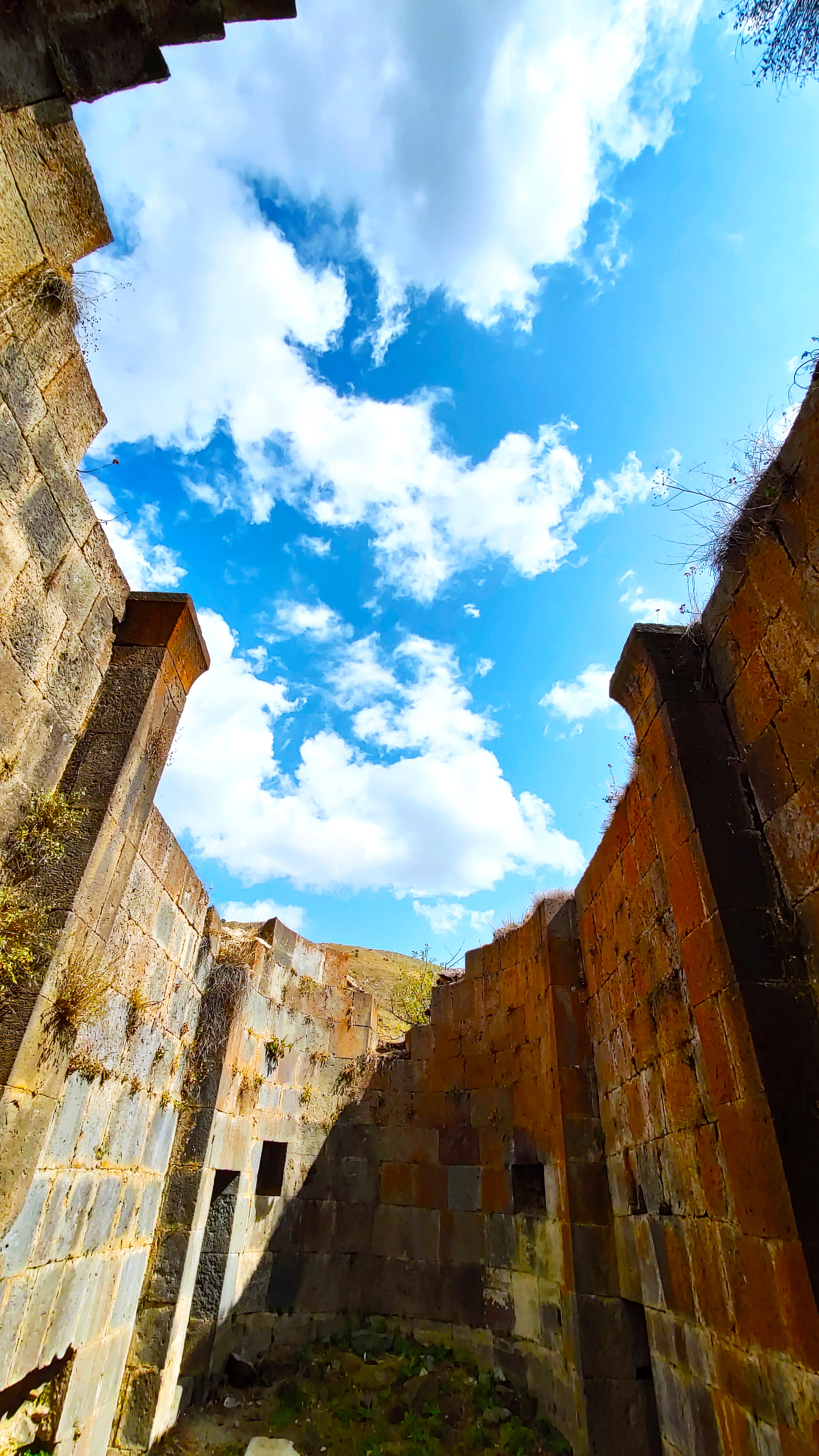
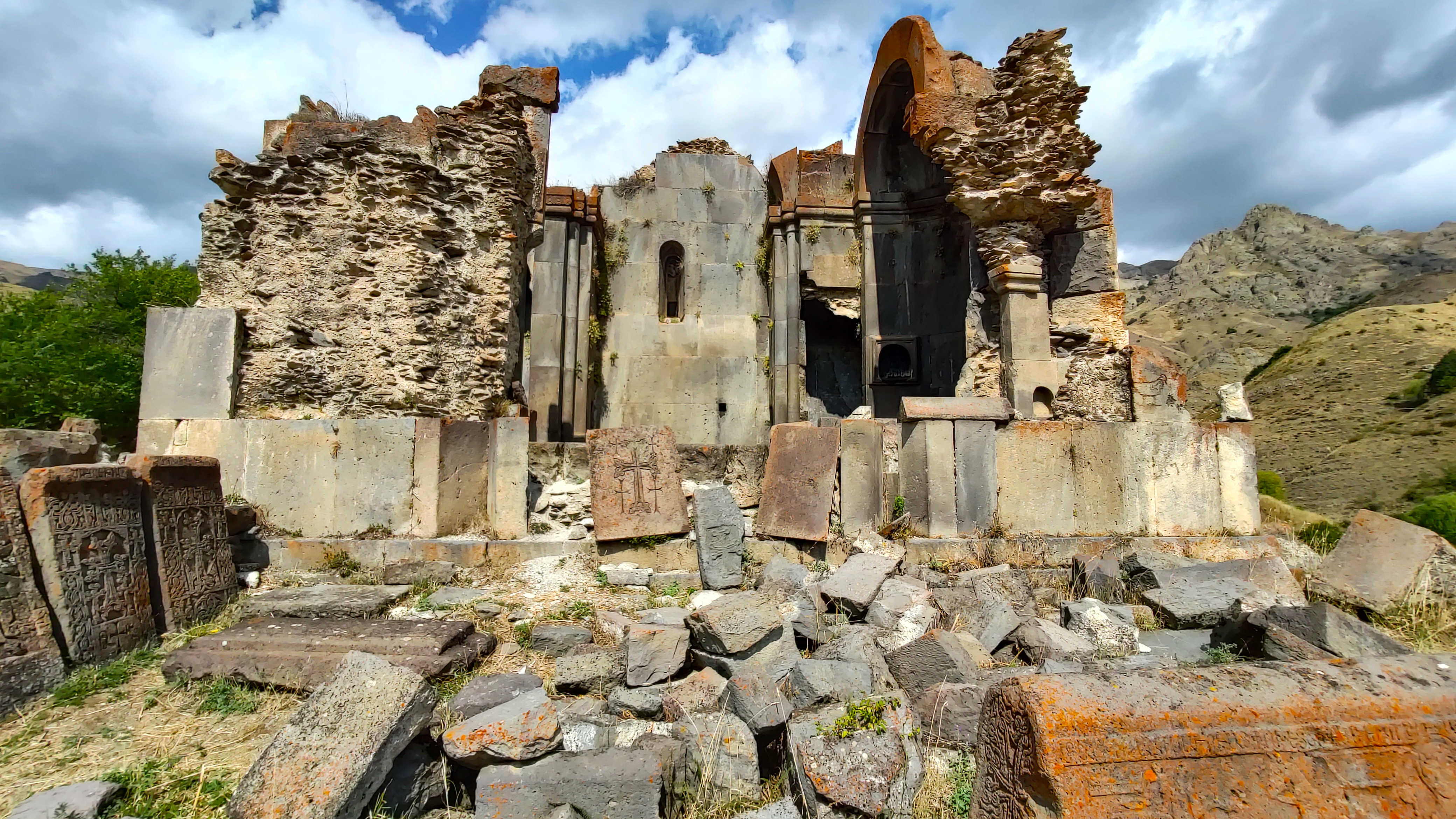
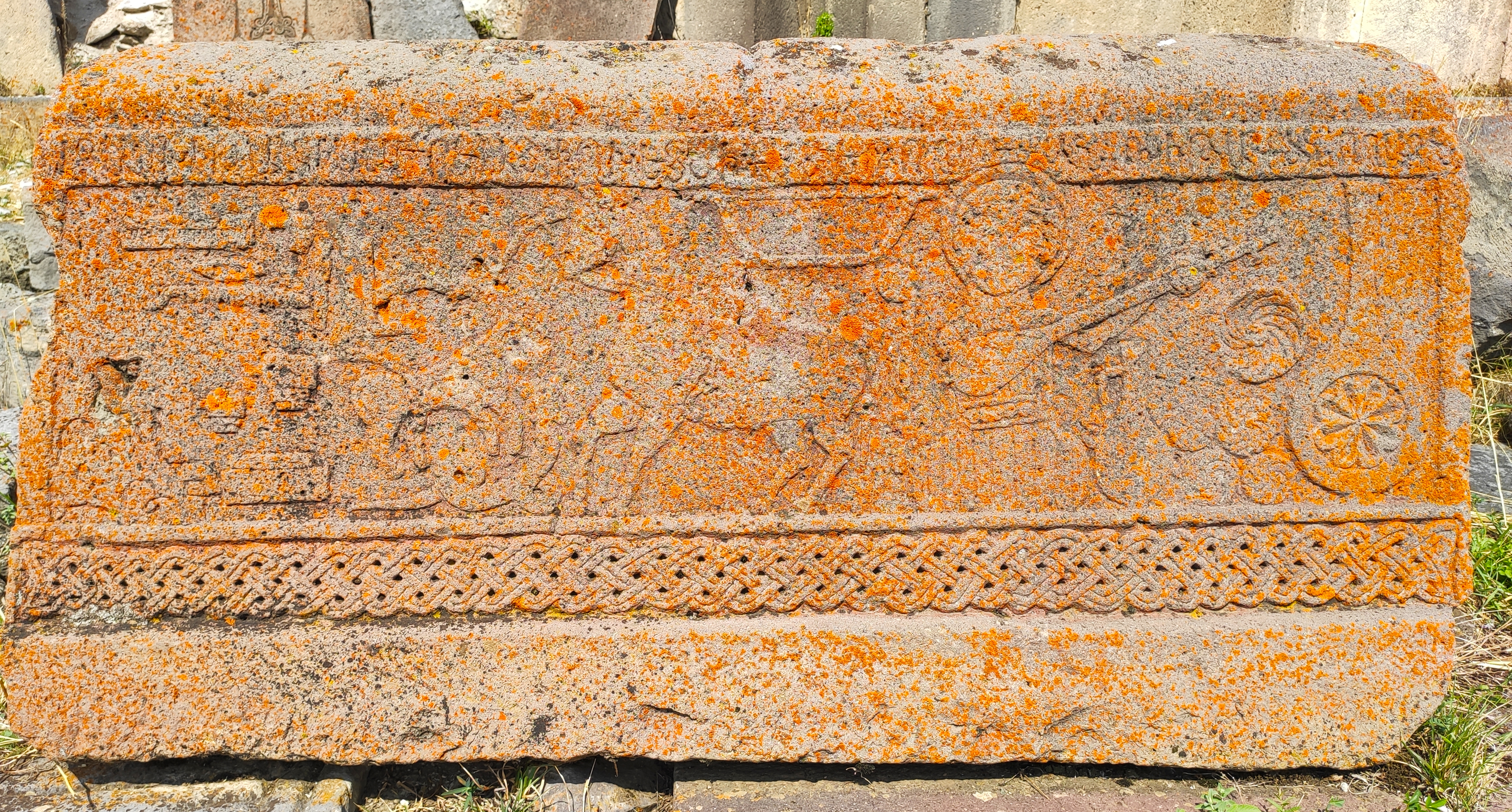